# إقليم السنجق

علم ألبان منطقة سنجق

علم البوشناق في منطقة سنجق

إقليم السنجق (بالصربية: Sandžak / Санџак) هو إقليم يقع في منطقة البلقان اقتسمته خلال حرب البوسنة والهرسك (1992م-1995م) جمهورية صربيا والجبل الأسود من البوسنة والهرسك. تنقسم أراضي السنجق اليوم بين جمهوريتي صربيا والجبل الأسود.

## الديانة
الغالبية الساحقة من سكان السنجق هم من المسلمين البوشناق «البوسنيين» حيث يشكل المسلمون 87%.
عدد سكان الإقليم 600 ألف نسمة وهناك أيضاً المسيحيين الأرثوذكس والكاثوليك بنسبة ضئيلة من عدد سكان الإقليم.

## معالم الإقليم

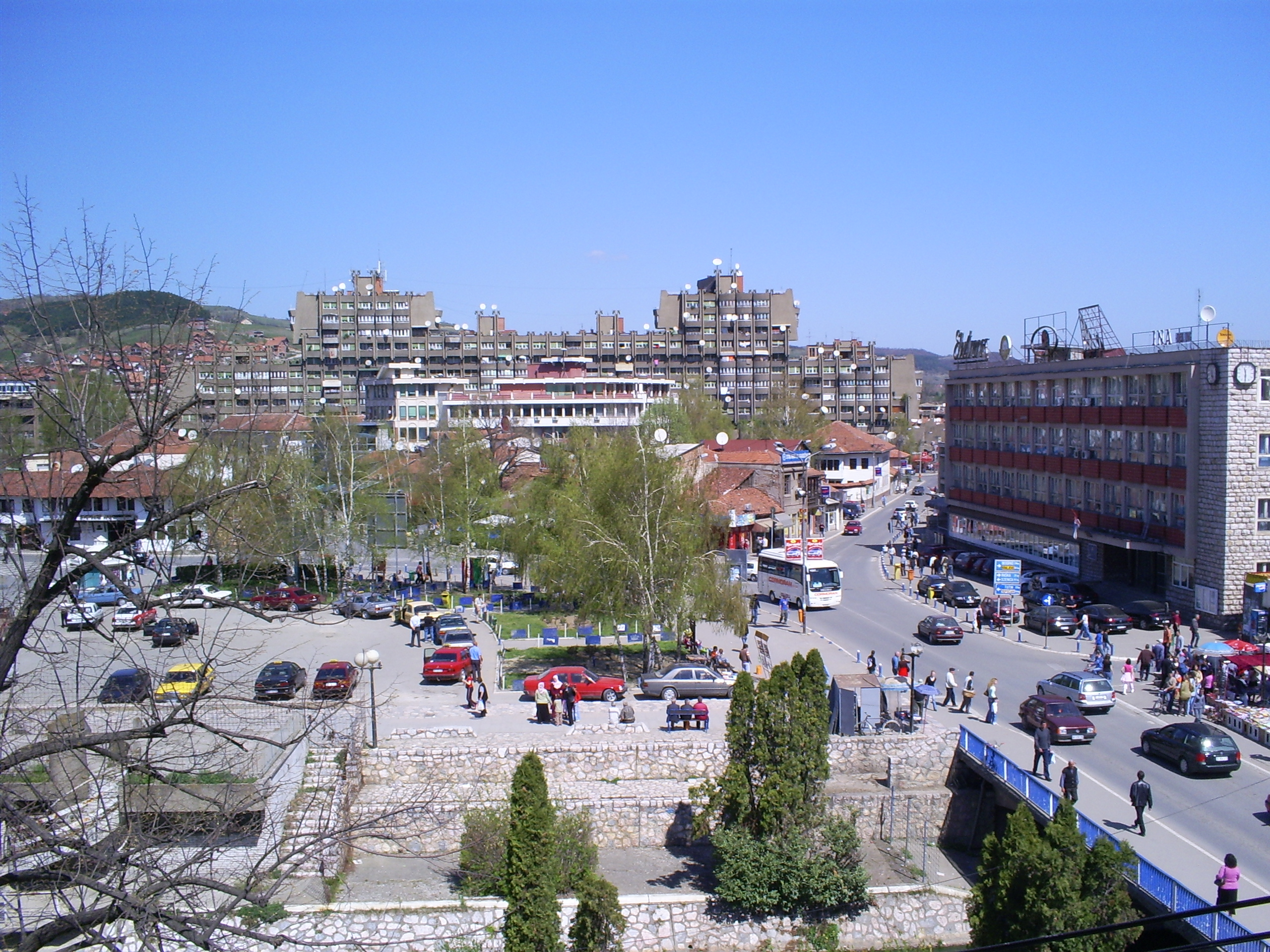
نوفي بازار
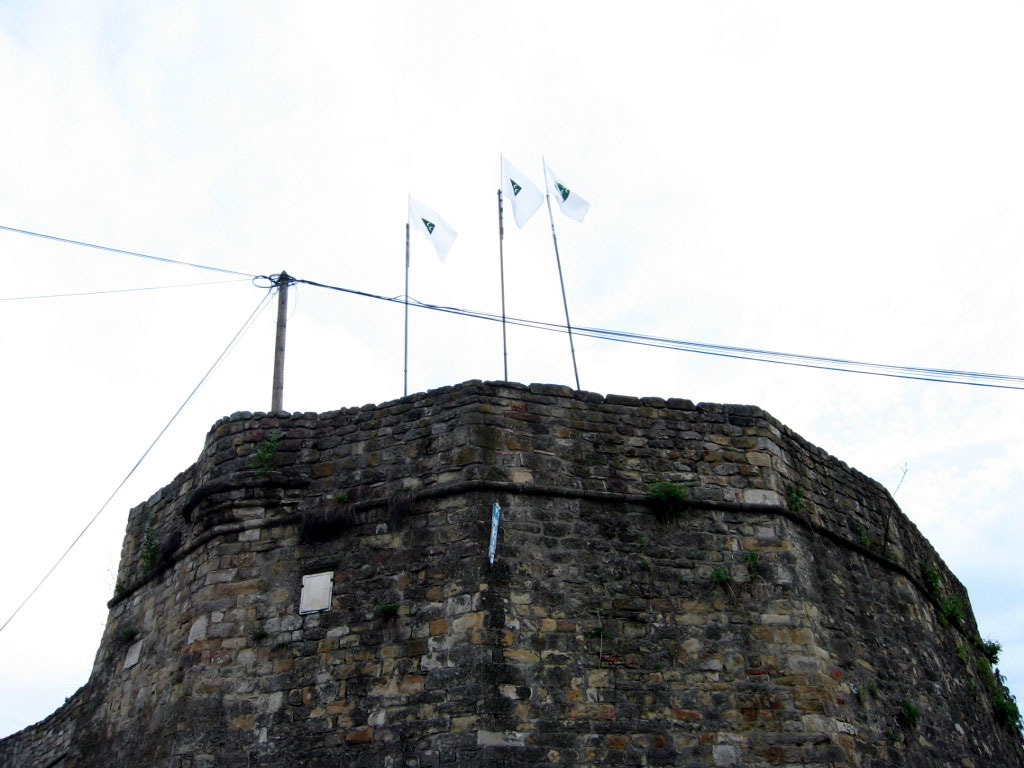
الجدار الذي بني خلال الفترة العثمانية في نوفي بازار
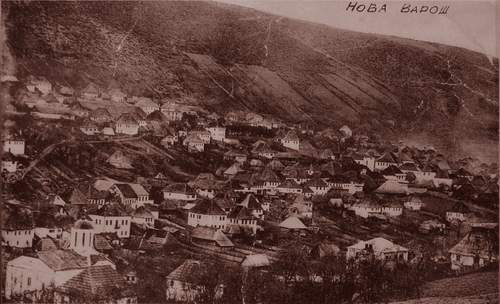
نوفي فاروش في حوالي عام 1930
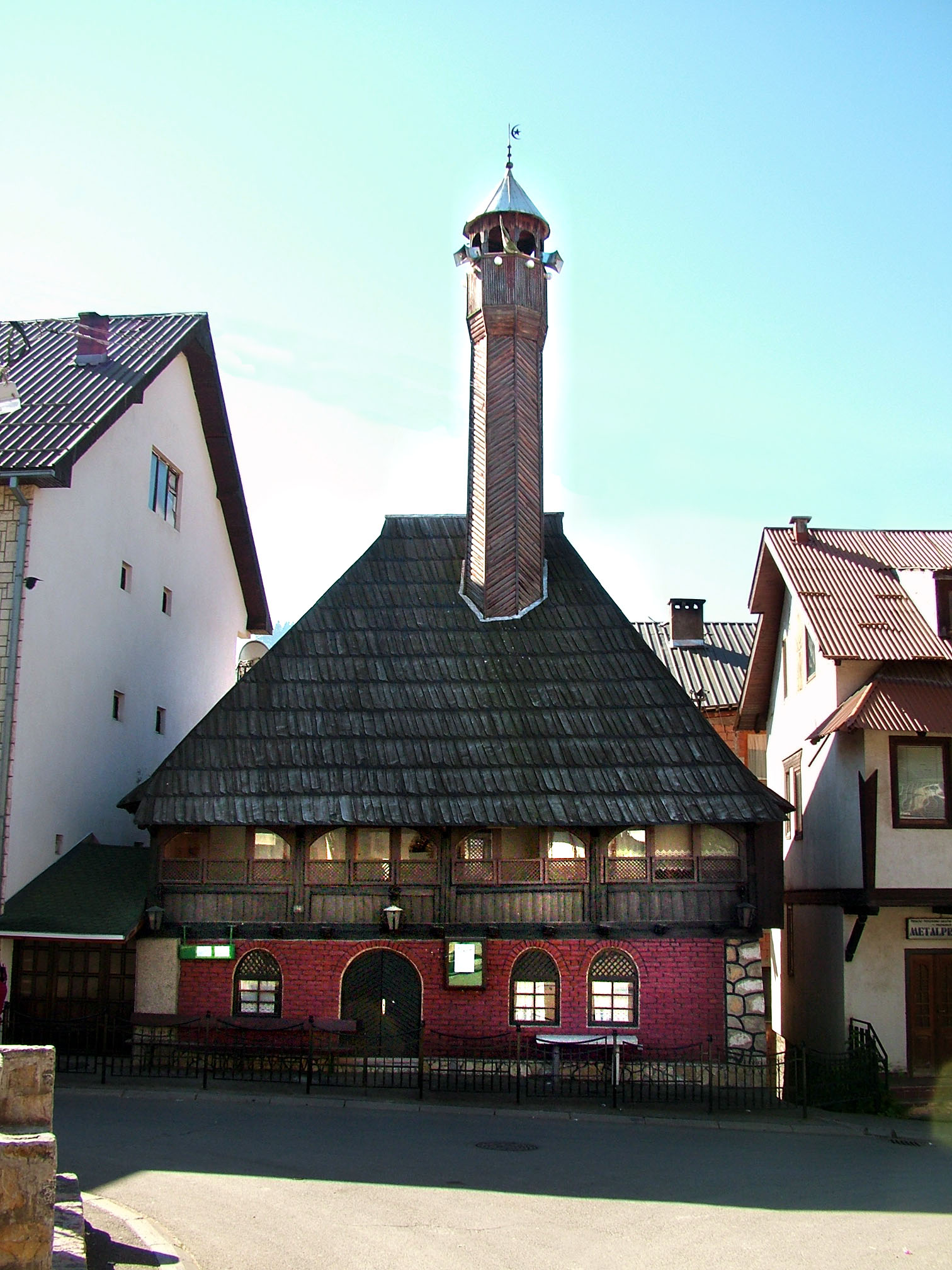
مسجد كوتشانسكا في روجايي، 1830
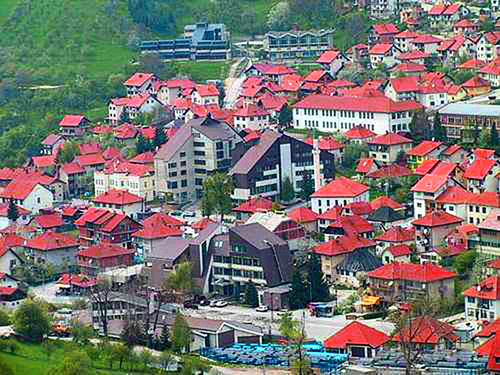
مركز نوفي فاروش في 2004
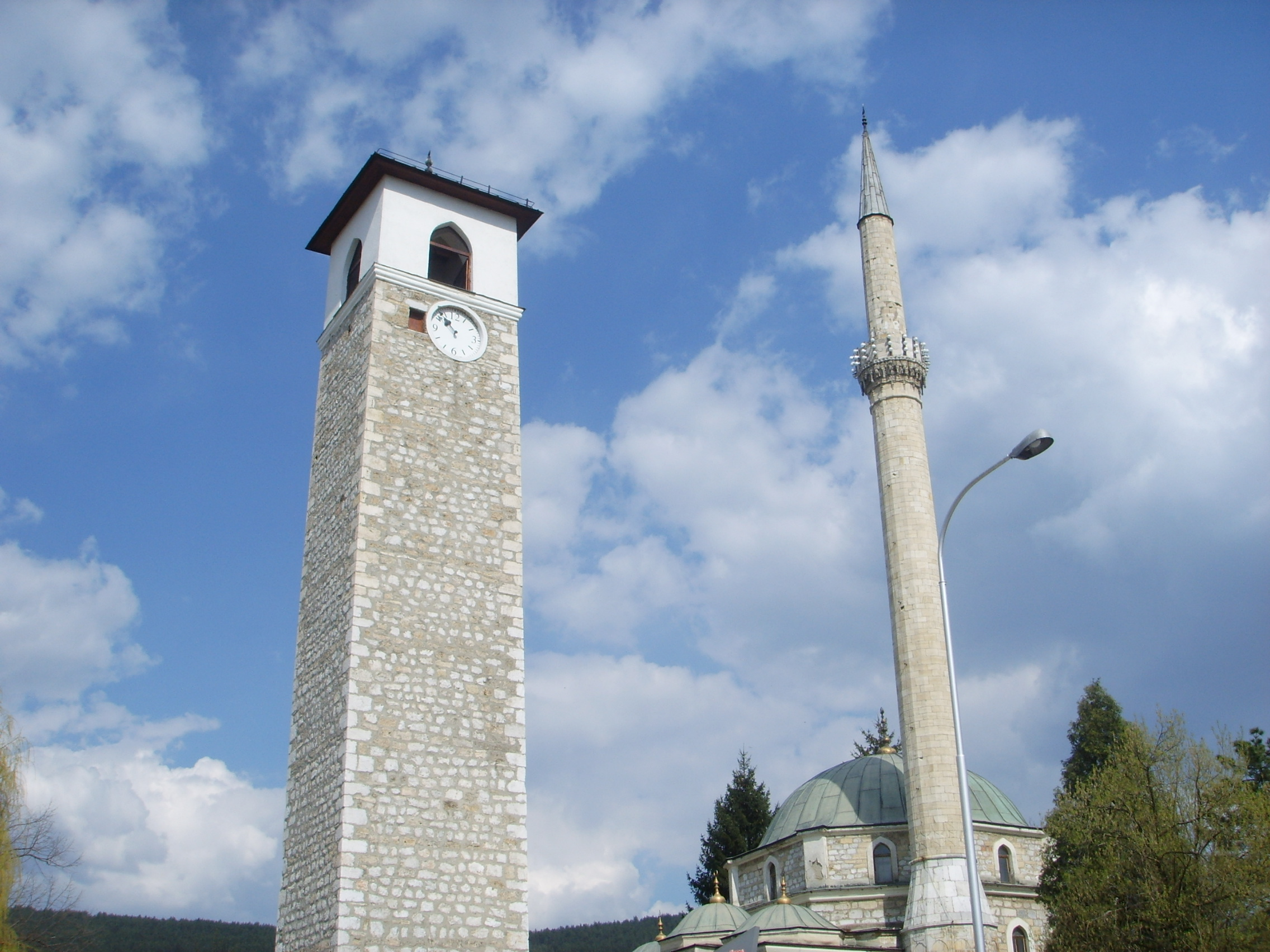
مسجد حسين باشا في بلييفليا
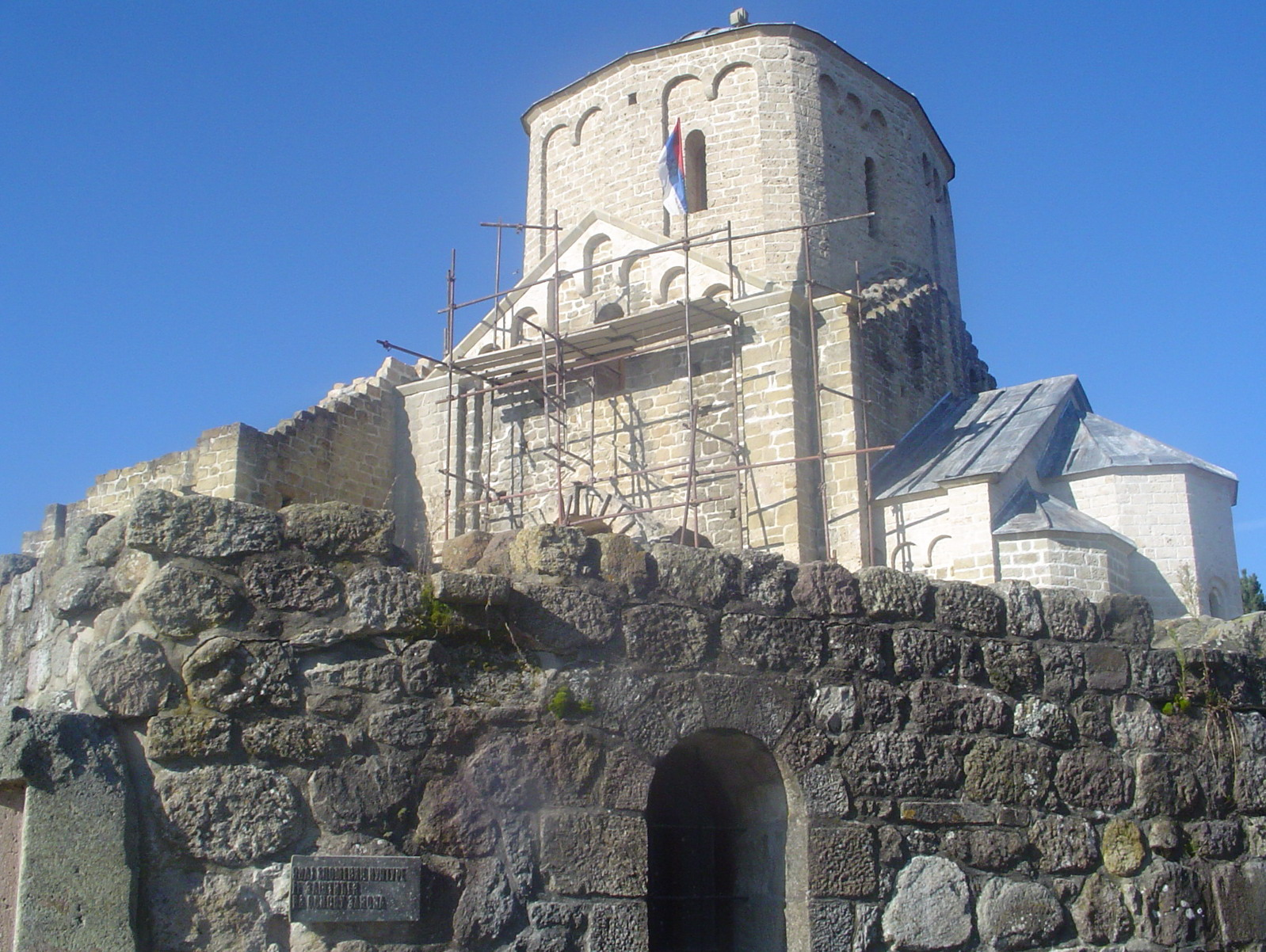
دير ديورديفي ستوبوفي للروم الأرثوذكس قرب نوفي بازار

## التقسيم الإداري وأهم المدن
العاصمة نوفي بازار وأهم المدن الكبرى فيه هي توتين ذات الأغلبية المسلمة الخالصة تقريبا حيث تبلغ النسبة فيها 94,47% وتليها مدينة روجايي بنسبة 88و74 ثم مدينة سيينيتسا بنسبة 75,69 % من عدد السكان.

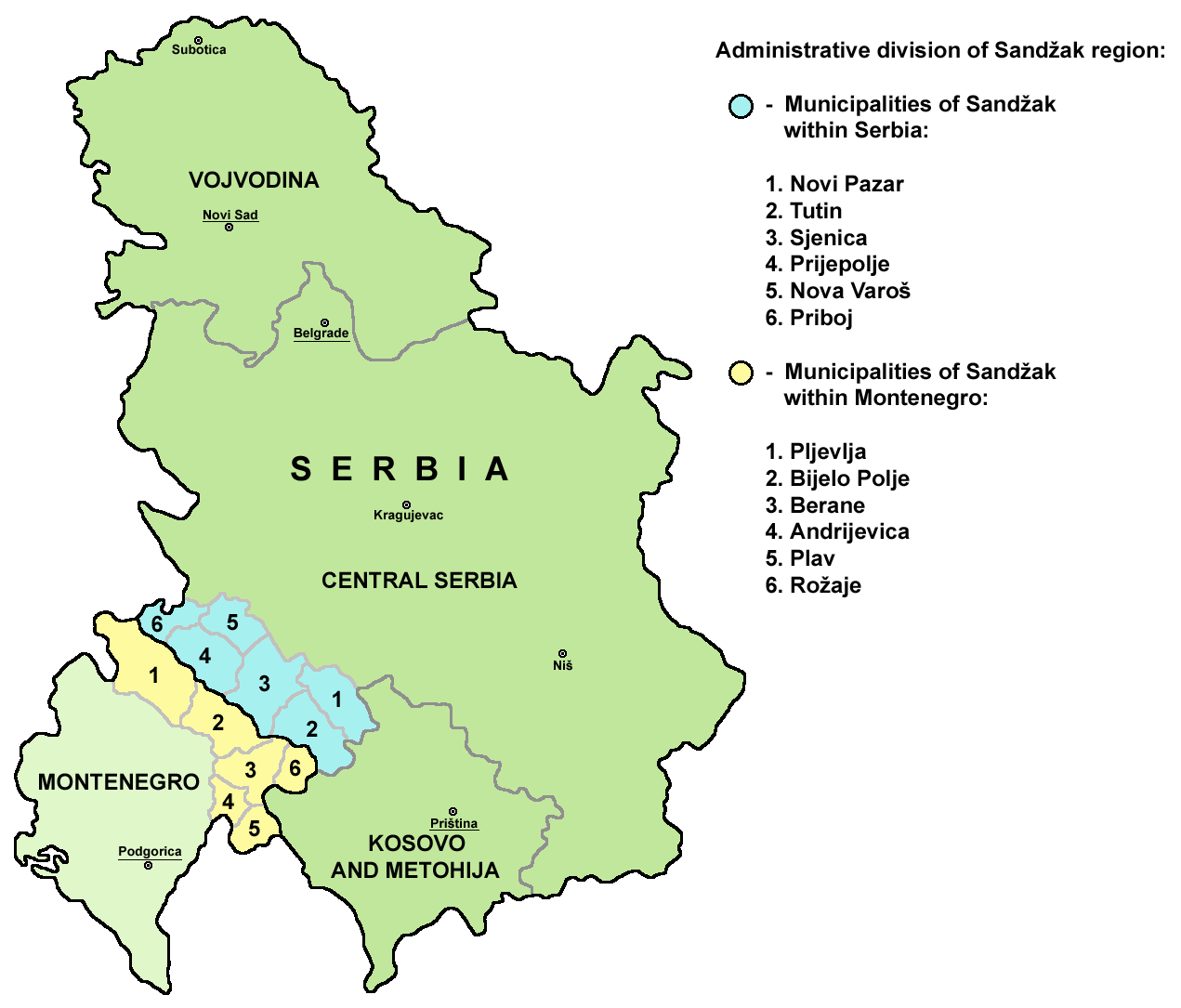
الموقع الجغرافي لإقليم السنجق في صربيا والجبل الأسود
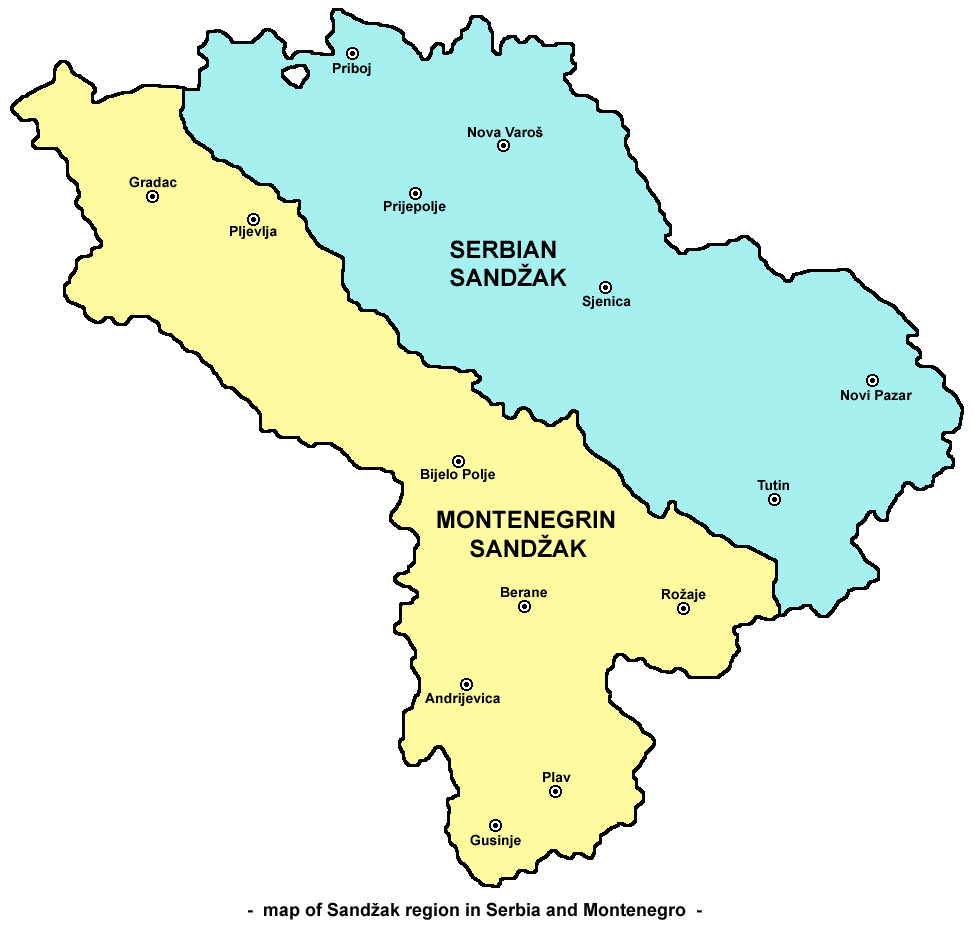
خريطة لمنطقة راشكا/السنجق جنوبي صربيا والجبل الأسود في المدى الجغرافي الأكبر ووفقاً لبعض الآراء الأخرى، فإن البلديات المونتينيغرية من بلاف وأندرييفيتسا لا ينتمي بعضهما إلى جنوب السنجق
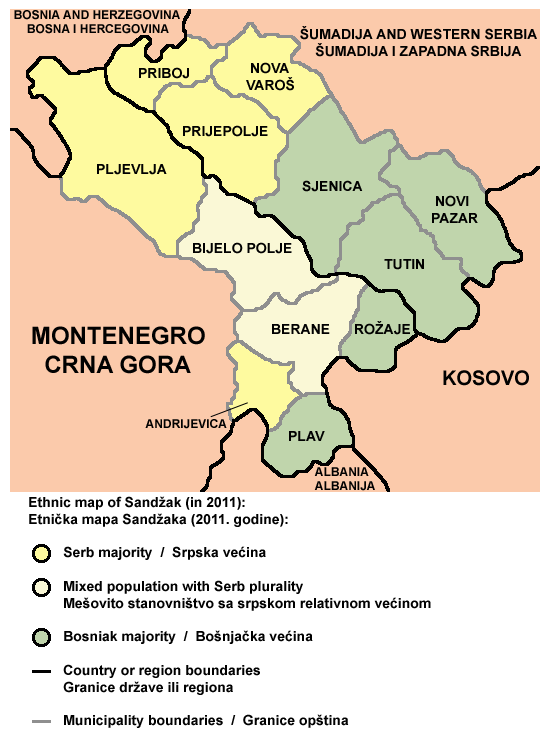
خريطة عرقية لإقليم السنجق (بما في ذلك بلاف وأندرييفيتسا) ووفقاً لتعداد عام 2011 في صربيا والجبل الأسود, ملاحظة: تظهر الخريطة السكان الأغلبية العرقية داخل البلديات

## وصلات خارجية
- News from Sandžak sandzaknews.net
- Novi Pazar
- Info about Sandžak
- Bosniak National Council in Serbia
- Community of the Sandžak diaspora
- Centre for Bosniak Study & Bošnjačka riječ magazine